# Grażyna Chełkowska
Grażyna Krystyna Chełkowska (z domu Wnętrzak) (ur. 1954 w Żywcu) – polska fizyk, profesor nadzwyczajny.

## Życiorys
Ukończyła studia na Uniwersytecie Śląskim w Katowicach w 1977. Pracę doktorską obroniła w 1982 (promotorem był prof. August Chełkowski). W 1996 habilitowała się na podstawie pracy Własności magnetyczne a struktura elektronowa związków międzymetalicznych o strukturze faz Lavesa na bazie gadolinu. 11 lutego 2009 uzyskała tytuł profesora nauk fizycznych.
Zajmuje się fizyką ciała stałego.
Była promotorem 3 oraz recenzentem 8 prac doktorskich i habilitacyjnych.
W latach 2005–2008 była prodziekanem do spraw kształcenia Wydziału Matematyki, Fizyki i Chemii Uniwersytetu Śląskiego.